# Hjärmingetjärnen
Hjärmingetjärnen är en sjö i Marks kommun i Västergötland och ingår i Rolfsåns huvudavrinningsområde.